# Московское (сельское поселение Пограничное)
Моско́вское — посёлок в Багратионовском районе Калининградской области. Является одним из посёлков Пограничного сельского поселения. Расположен в десяти километрах к северо-востоку от Мамоново.

## Географическое положение
Московское лежит 9 км северо-восточнее Мамоново на грунтовой дороге, отходящей в Пятидорожном от шоссе А194 Калининград — погранпереход Гроново. Ближайшая железнодорожная станция — Приморское-Новое (2 км) на линии Калининград — Бранево. В 11 км к северо-востоку располагается населённый пункт с парным названием Ново-Московское.

## История
Вероятно, на Ореховой горе располагалось прусское укрепление Партегаль, построенное в 1239 году для осады замка Бальга. В 1240 году Орден взял и разрушил это укрепление.
Первое упоминание в документах села Партайнен относится к 1406 году. Эта земля принадлежала четырём свободным пруссам, в том числе, видимо, представителям прусского рода Партайн и прусского рода Португалль, родовое гнездо которых до 1812 года располагалось в соседнем имении Мюкуненн. В 1474 году Великий магистр Генрих фон Рихтенберг подтвердил грамотой права братьев Томаса и Герике фон Партайнен на участок площадью 24 хуфена в имении Партайнен. В 1477 году братья разделили надел. Владельцы имения в дальнейшем часто менялись, пока между 1543 или 1545 годом оно не перешло к Гансу «Варгелю» фон Гаудекеру, чей род владел Партайненом до 1721 года.
В 1721 году владельцем Партайнена стал муж Хелены Катарины фон Гаудекер — Вильгельм Альбрехт фон уд цу Массенбах-Штутенен (1661—1738). Их дочь, Луиза Элеонора фон Массенбах (1704—1739) в 1721 году вышла замуж за померанского оберст-лейтенанта Даниеля Альбрехта фон Глазов (1680—1750), и Вильгельм Альбрехт в 1722 году передал имение Партайнен зятю. В собственности рода фон Глазов имение оставалось до 1945 года. Последним владельцем был Эрнст Густав Элимар фон Глазов (1897—1969), старший сын которого с 1990 года регулярно приезжает в Московское и выстроил здесь новый дом.
Рудольф Адам Эрнст фон Глазов (1836—1875) около 1860 года построил усадьбу в виде итальянской виллы стиля поздний классицизм.
По итогам Второй мировой войны Партайнен вошёл в состав СССР.
В 1947 году Партайнен был переименован в Московское и относился до 2009 года к Пятидорожному сельскому совету Багратионовского района Калининградской области. В 1993 году в состав поселка Московское был включен поселок Некрасово (до 1950 года — Мюкенен).

## Население
| 2002 | 2010 |
| ---- | ---- |
| 6    | →6   |